# Chupaca (provins)
Chupacaprovinsen är en av de nio som utgör departementet Junín. Det gränsar i norr till provinsen Concepción, i öster till provinsen Huancayo, i söder till departementet Huancavelica samt i väster till departementet Lima.  Befolkningen uppgår till 52988 personer.

## Geografi
Chupacaprovinsen har en yta av 1153,05 km², är belägen på en altitud av 3263 m ö.h. och 297 km från Lima. Klimatet är tempererat och torrt. Genom provinsen rinner Cunasfloden. 
I Chupaca ligger sjön Ñahuimpuquio, femton kilometer väster om staden Huancayo, med en yta av sju hektar och uppfödning av foreller och där man kan hyra båtar och göra ridutflykter till häst.

## Indelning
Chupaca indelas i nio distrikt. Distrikten och deras folkmängd enligt folkräkningen 2017 anges i nedanstående tabell:
| Distrikt i provinsen Chupaca | Distrikt i provinsen Chupaca |
| ---------------------------- | ---------------------------- |
| Distrikt                     | Befolkning (2017)            |
| Chupaca                      | 20 341                       |
| Áhuac                        | 6267                         |
| Chongos Bajo                 | 4537                         |
| Huáchac                      | 2948                         |
| Huamancaca Chico             | 8766                         |
| San Juan de Yscos            | 2228                         |
| San Juan de Jarpa            | 2658                         |
| Tres de Diciembre            | 2665                         |
| Yanacancha                   | 2578                         |
| Total                        | 52 988                       |

## Ekonomi
Jordbruk och service är de viktigaste näringarna i provinsen. Bland de jordbruksprodukterna finns potatis, majs, broccoli, selleri och andra. Försäljningen av spädgris är också en viktig ekonomisk aktivitet, eftersom denna maträtt konsumeras i stor utsträckning av invånarna i Mantarodalen.